# Agence de presse Meurisse
Agentura Meurisse byla francouzská tisková agentura, kterou v roce 1909 založil fotograf Louis Meurisse. V jejích sbírkách je uloženo 205 000 fotografií.

## Historie
Fotograf Louis Meurisse založil svou fotografickou agenturu v roce 1904 (Agence Rapid, 9, faubourg Montmartre), která se v roce 1909 přejmenovala na Agence Meurisse se specializací na fotografii. V roce 1937 se spojila s agenturou Rol a Mondial Photo Presse a vytvořila agenturu SAFARA ( Service des Agence Française d'Actualité et de Reportage Associées).
Dne 23. března 1937 se tisková agentura Meurisse spojila s agenturou Rol (založená fotografem Rolem v roce 1904) a Mondial (založena v roce 1932), aby odolávala mezinárodní konkurenci. Nová agentura měla název SAFRA a poté SAFARA. Ta přešla v roce 1945 pod kontrolu společnosti Monde et Caméra, pak Sciences-Film, která všechny tyto sbírky prodala Národní knihovně v roce 1961.

## Galerie

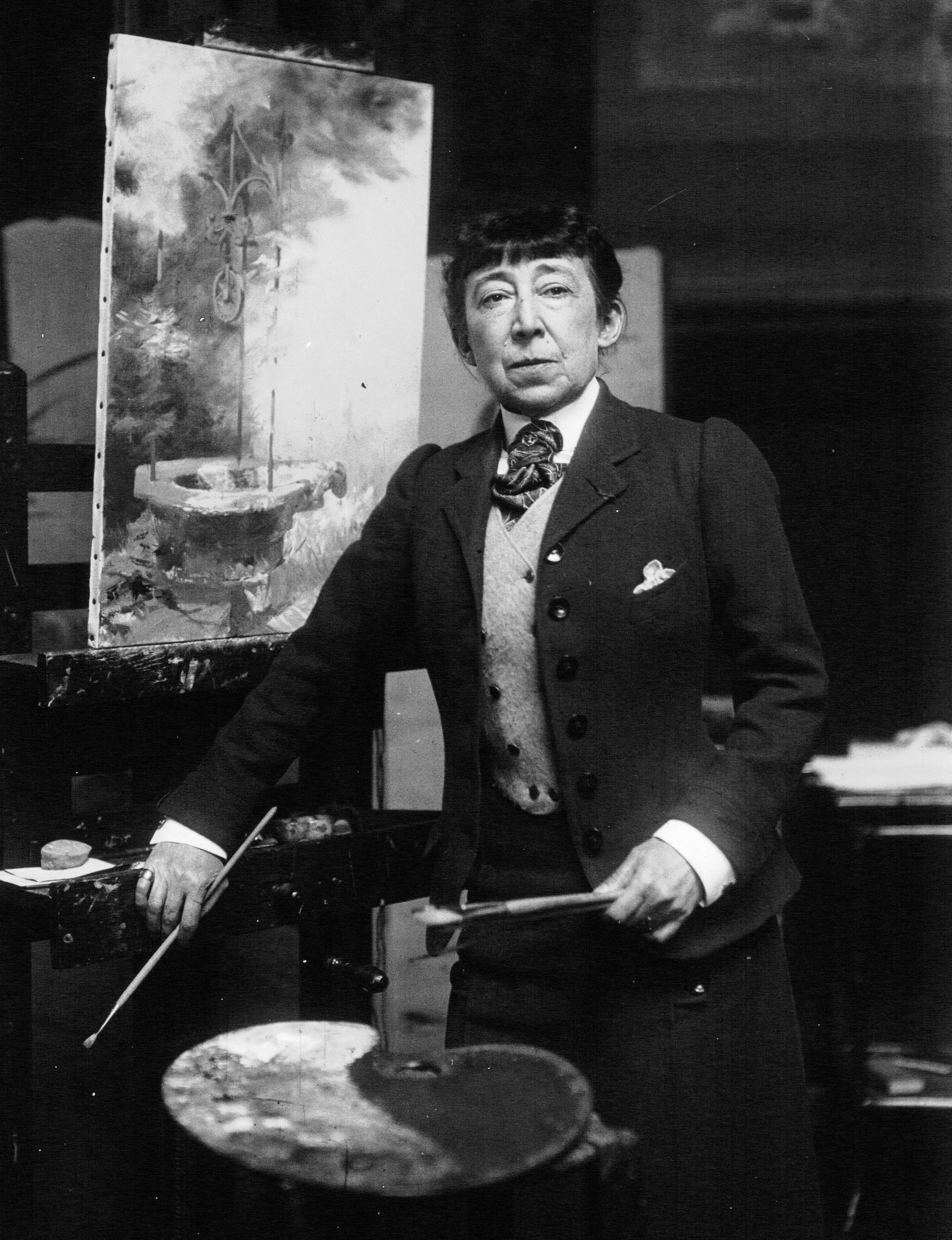
Francouzská malířka Louise Abbéma, 1914
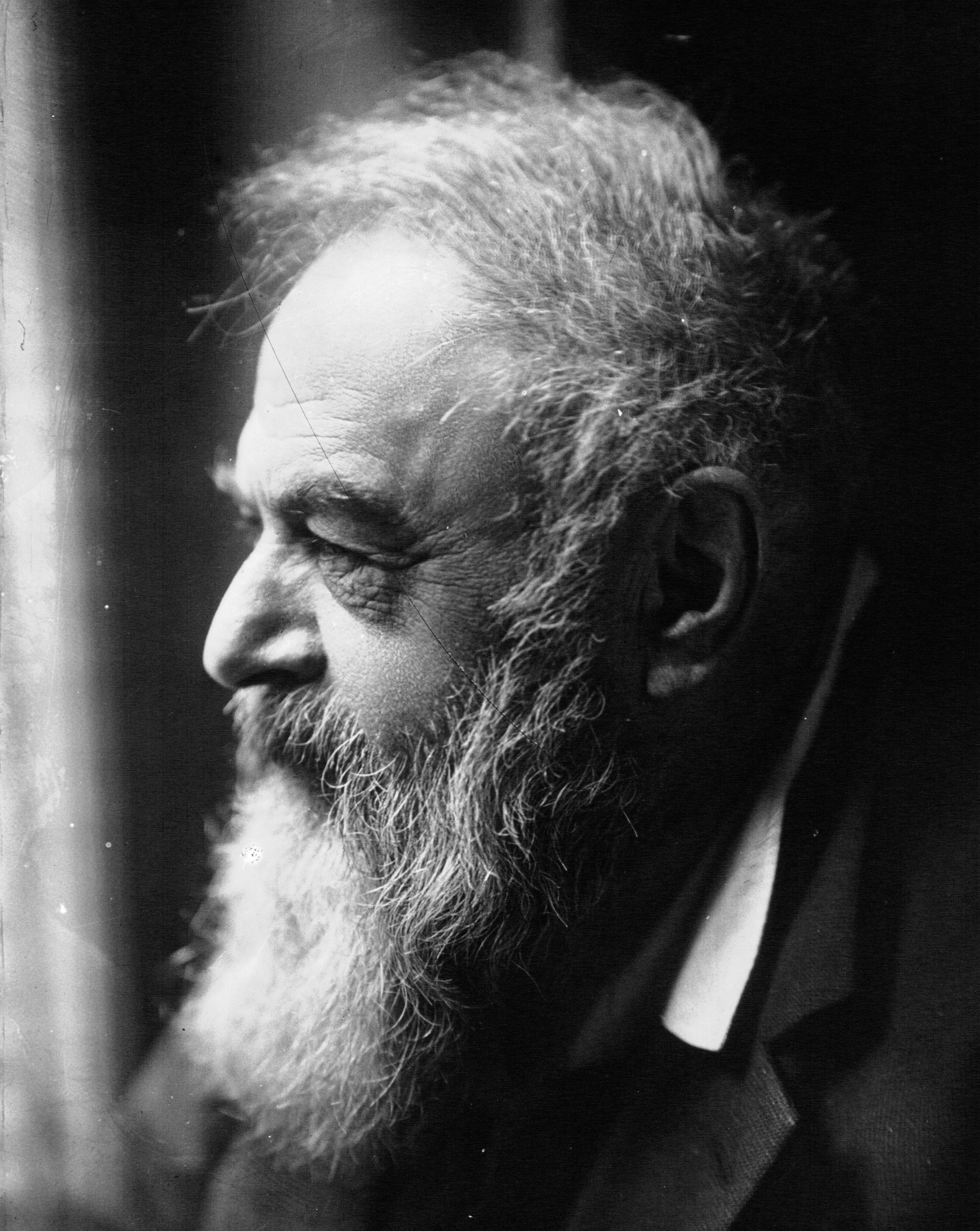
Tristan Bernard, 1929
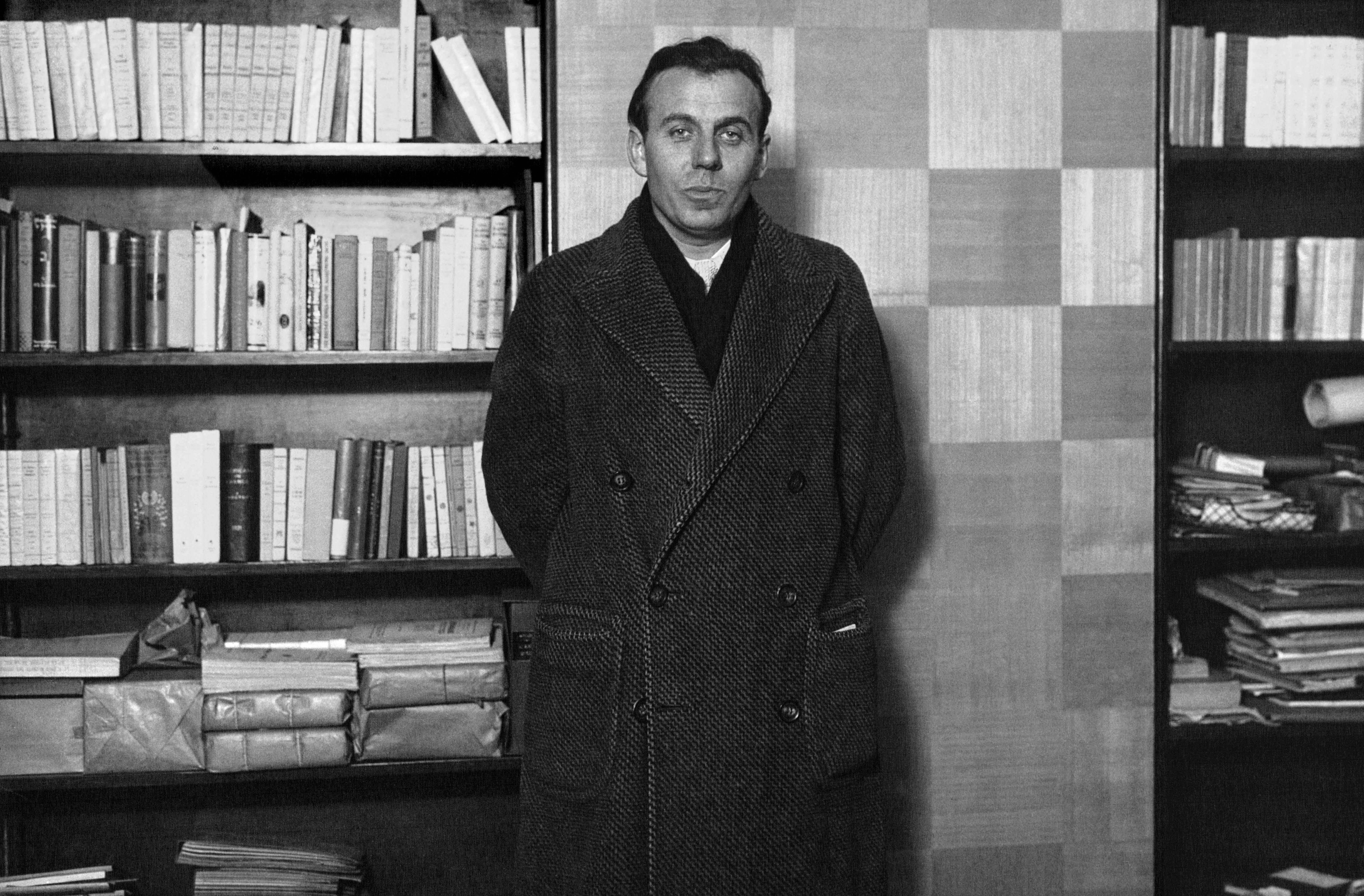
L.-F. Céline b Meurisse, 1932
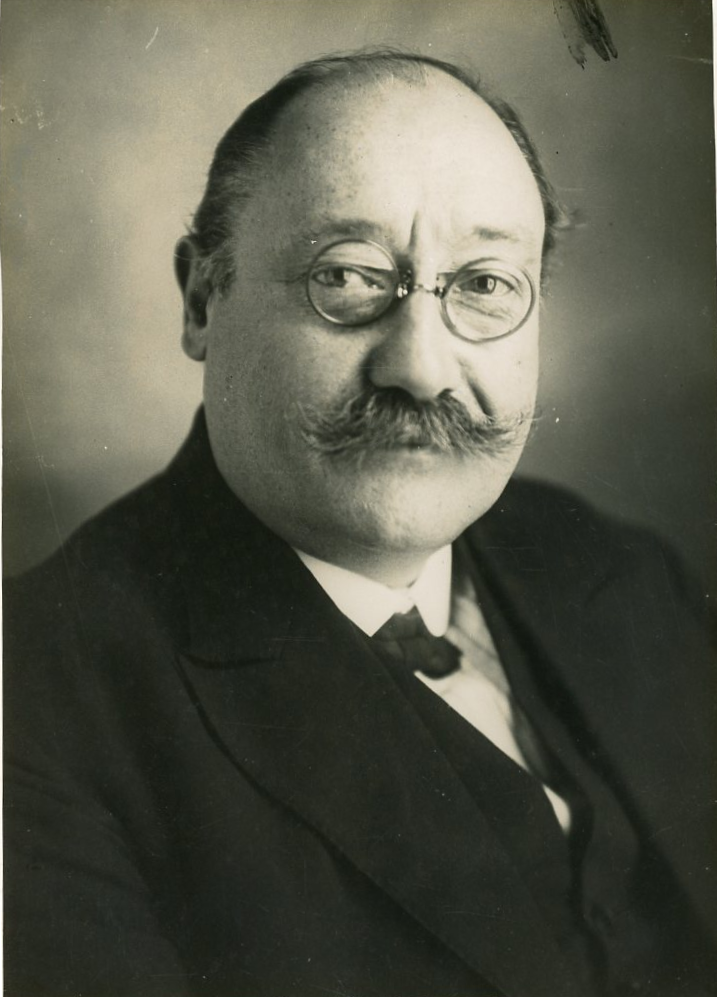
Pierre Renaudel
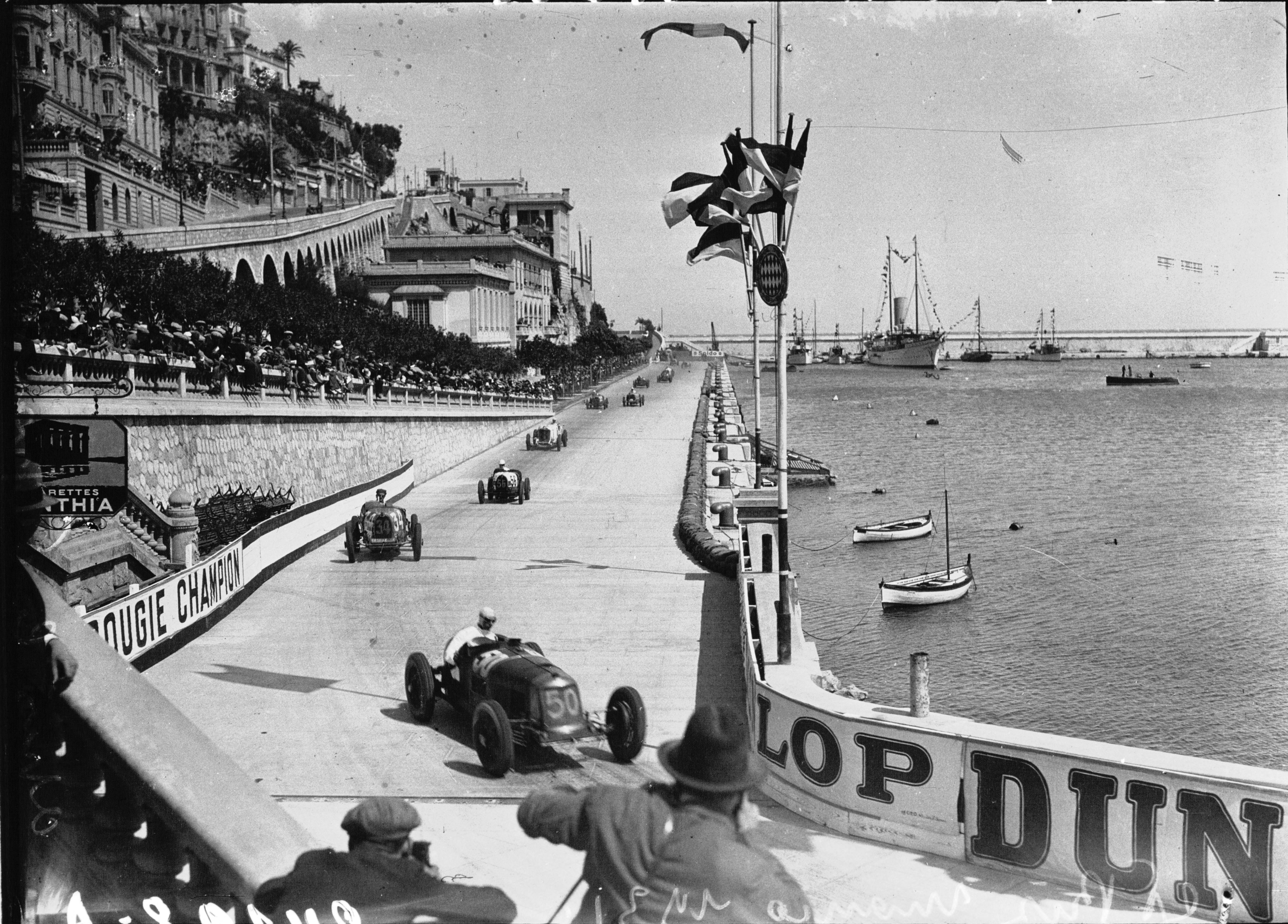
After the start of the 1931 Monaco Grand Prix
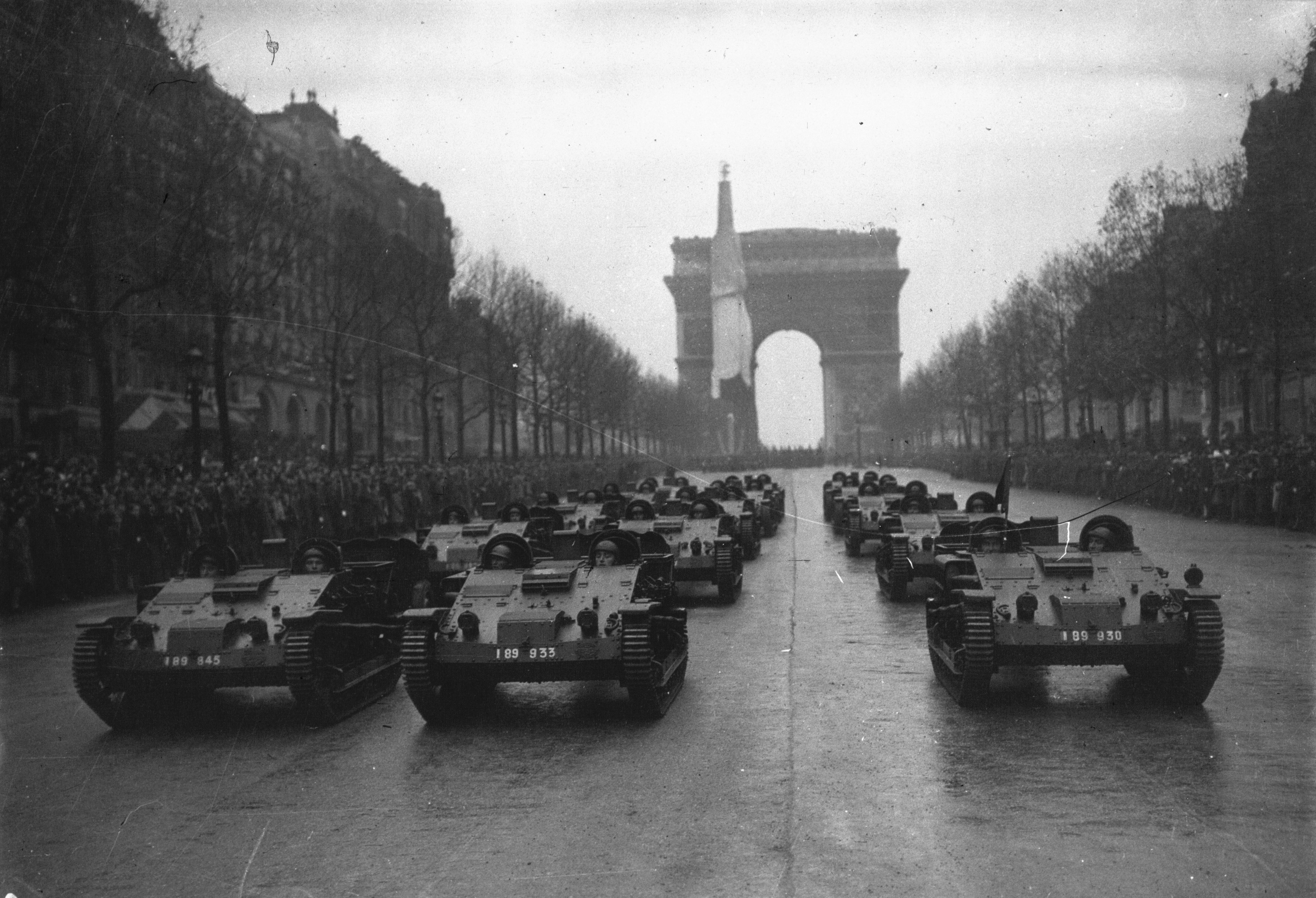
Le 18ème anniversaire de l'Armistice - le défilé des chenillettes Renault
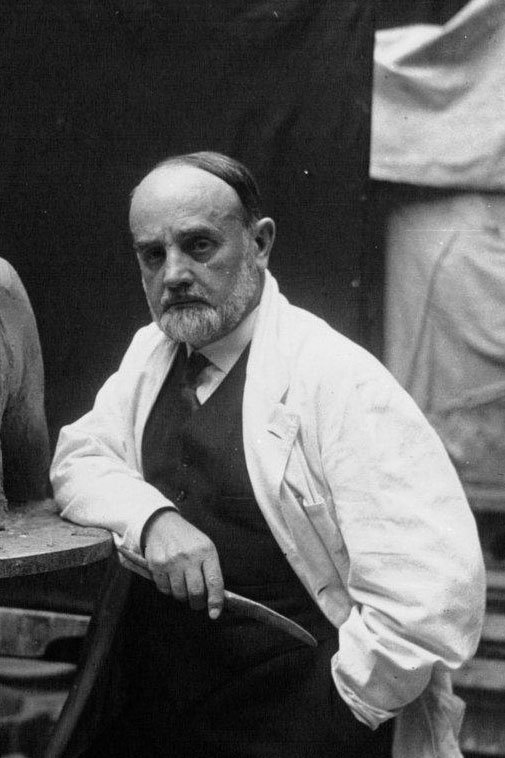
François Cogné v roce 1931, fotografie agentury Meurisse ukazující umělce vedle busty Clemenceau
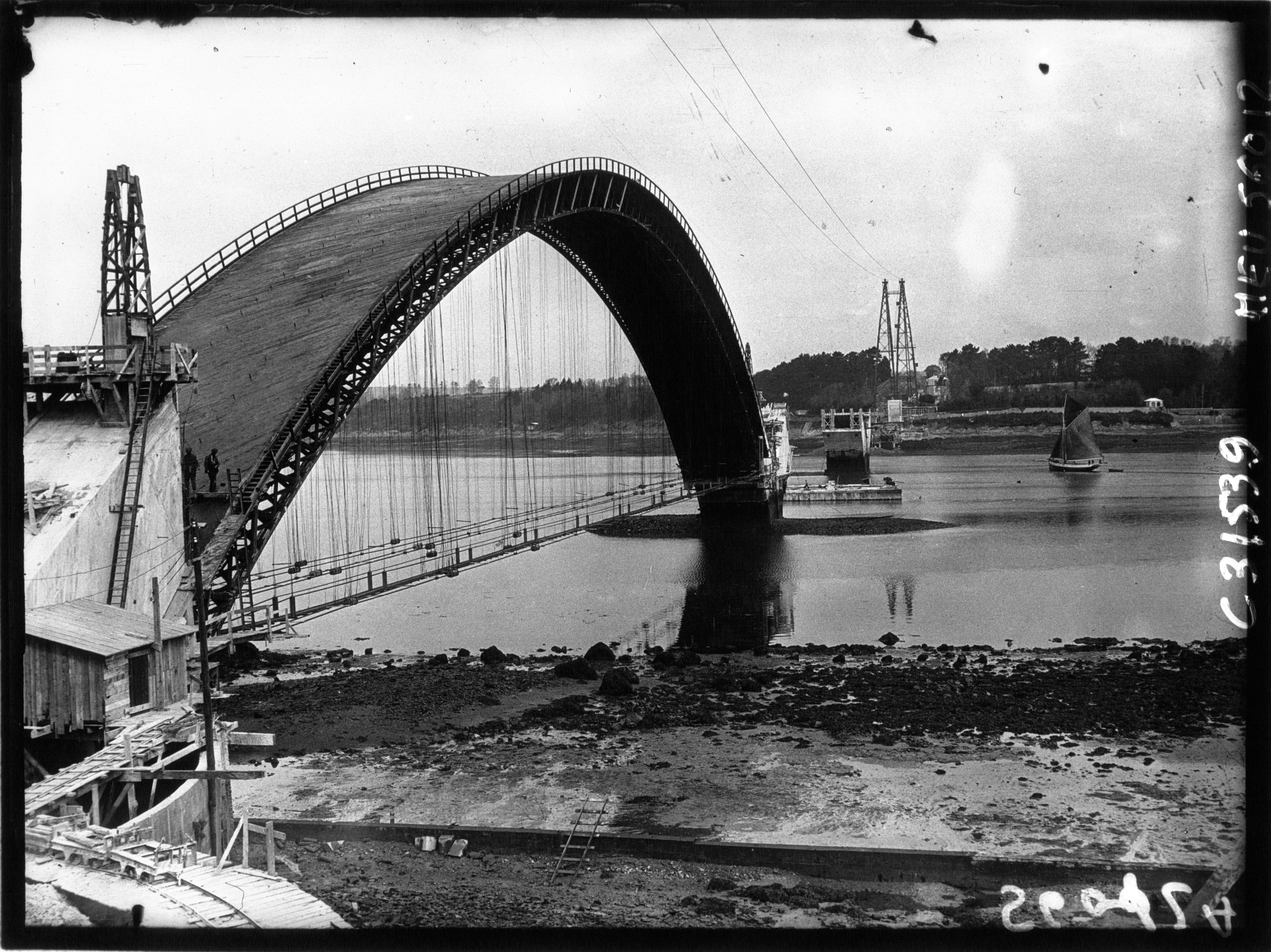
Pont Albert Louppe
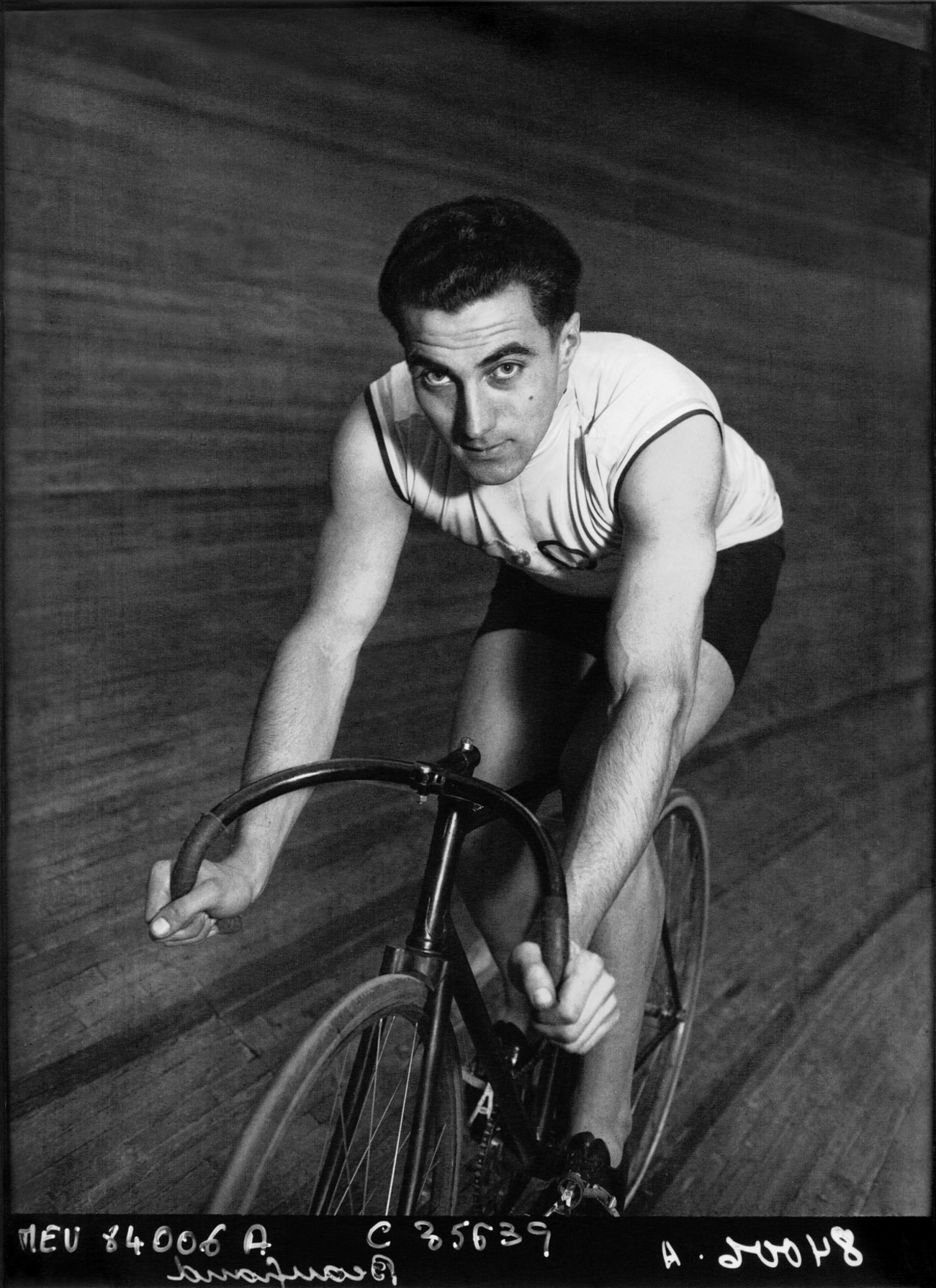
Roger Beaufrand Meurisse 1931
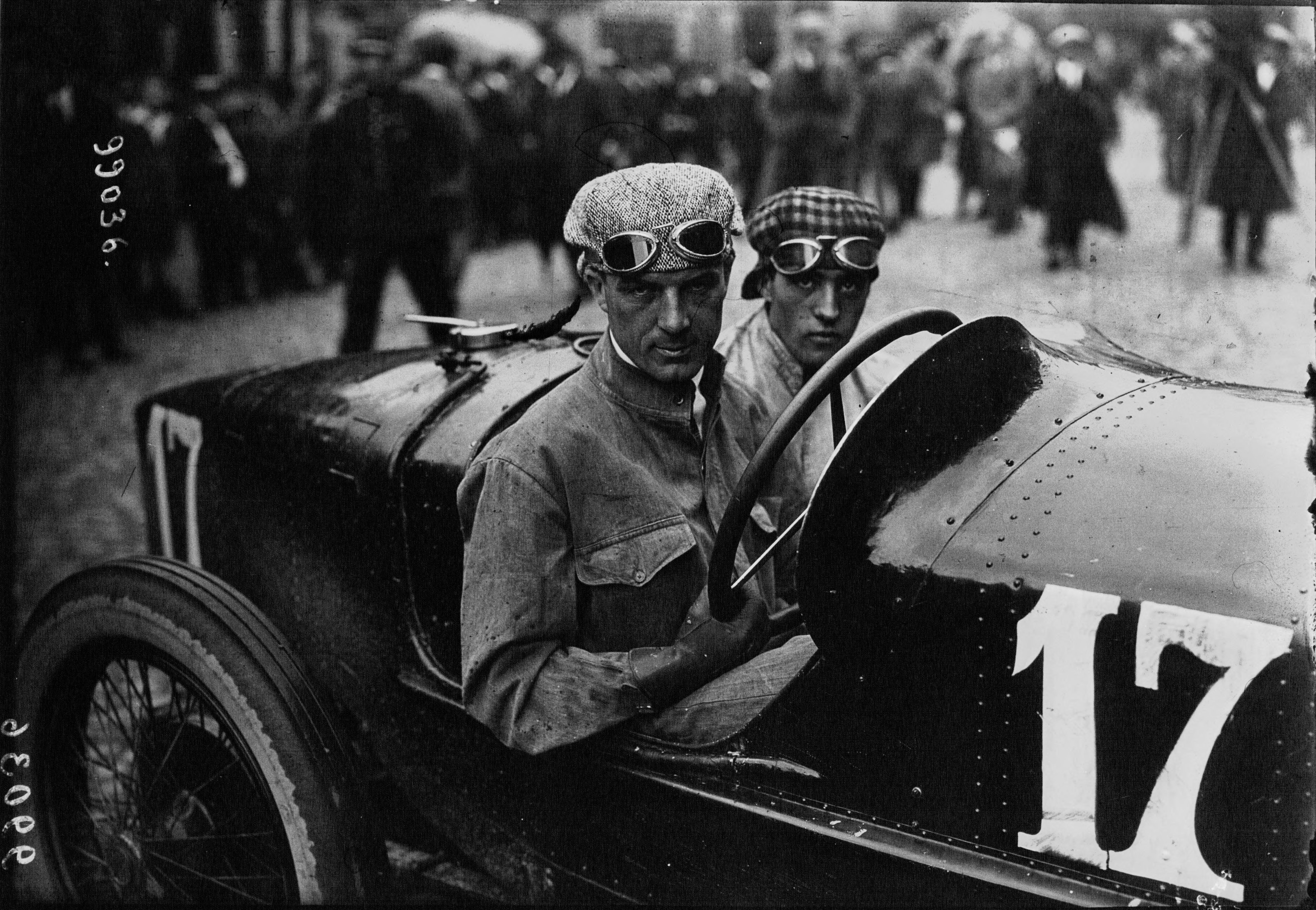
Biagio Nazzaro, French Grand Prix, 1922
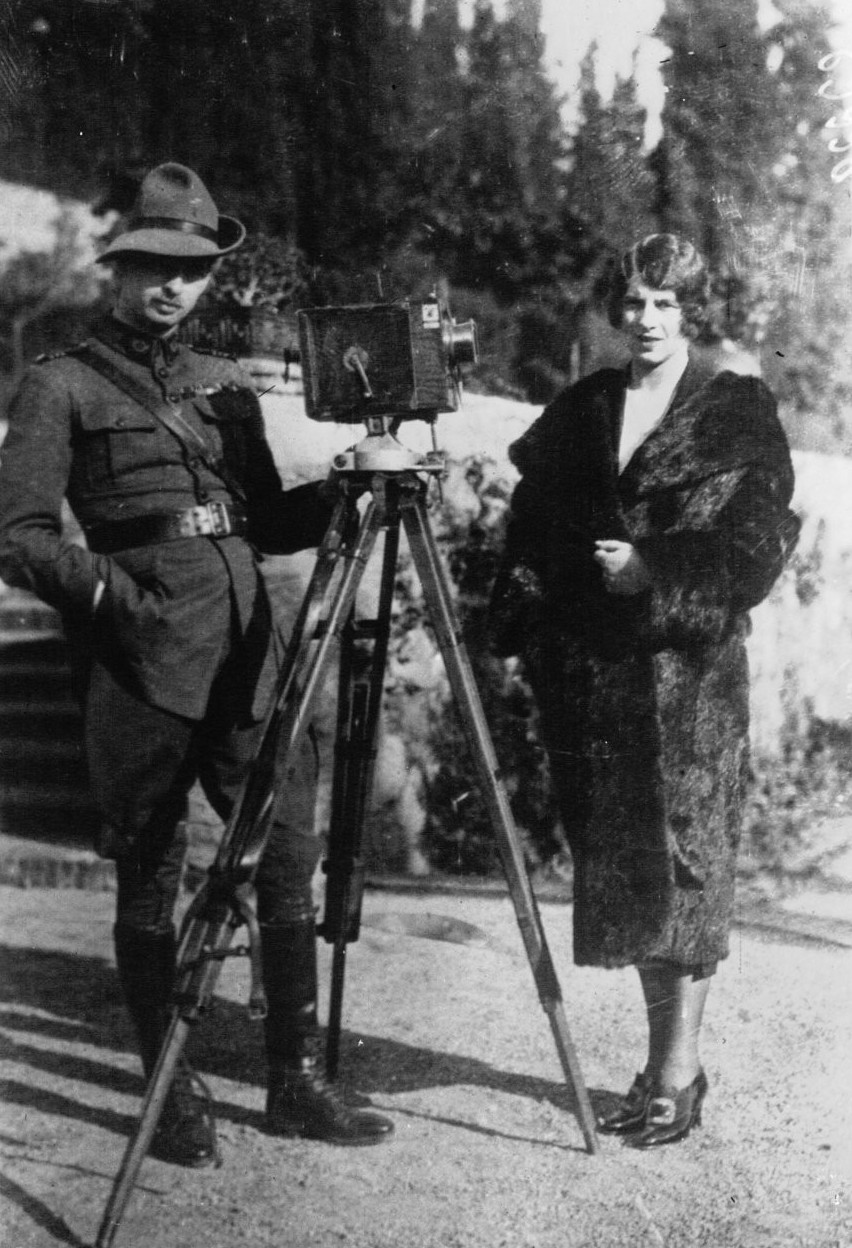
Carol a Hélène
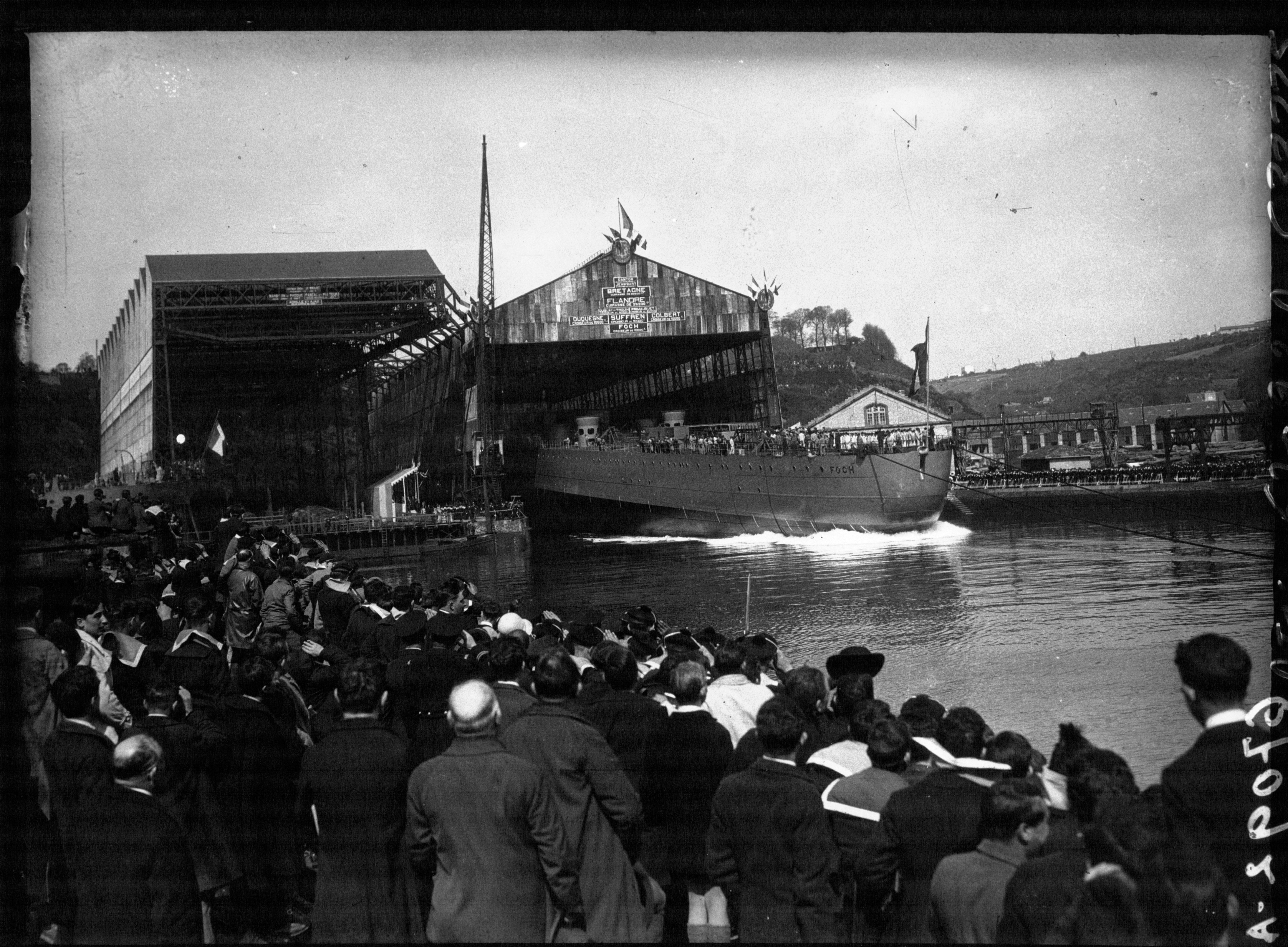
Port militaire de Brest